# FPD-링크

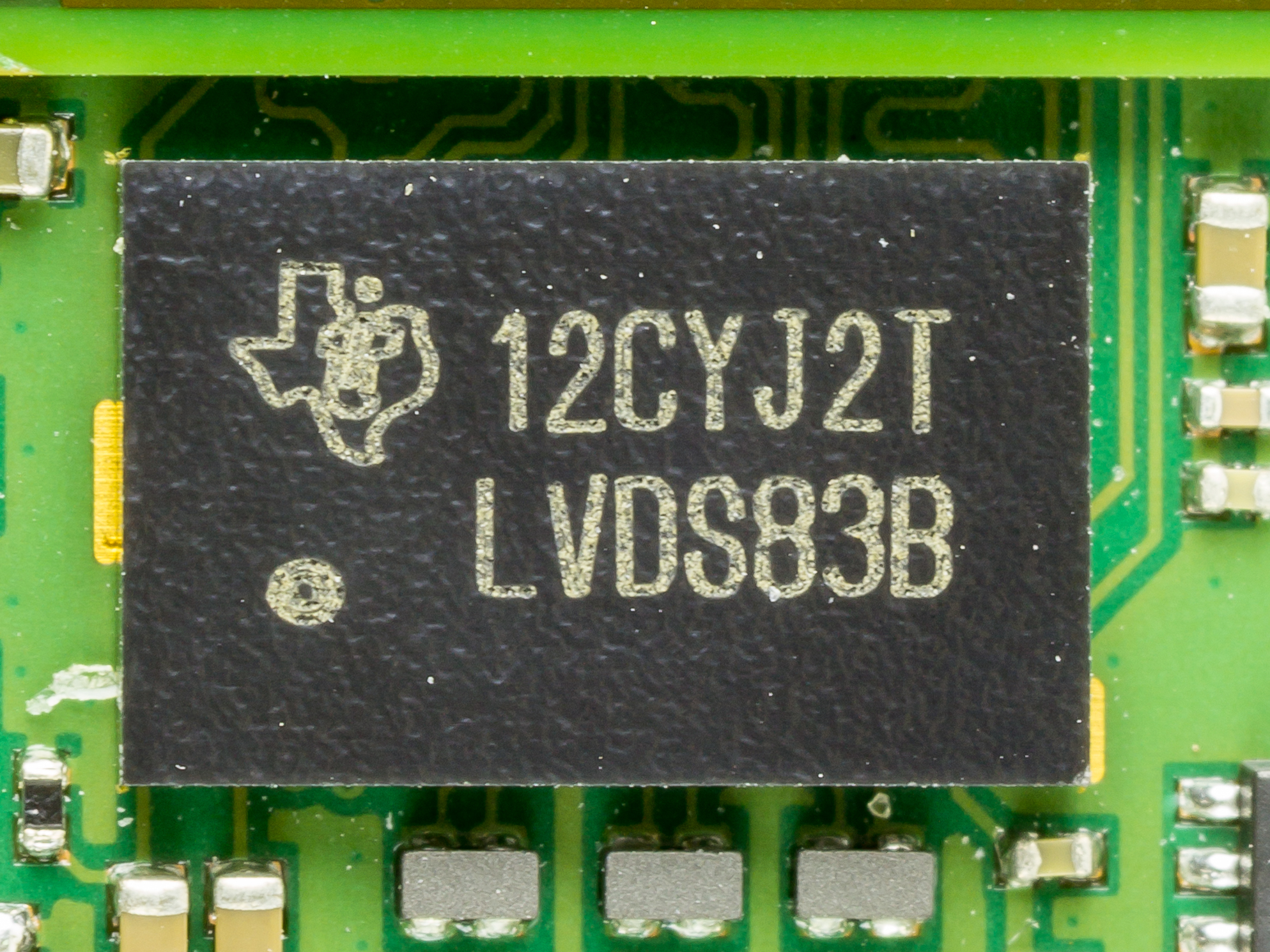
텍사스 인스트루먼트 플랫링크 송신기 SN75LVDS83B

FPD-링크(Flat Panel Display Link, 평판 디스플레이 링크)는 1996년 내셔널 세미컨덕터(현재 텍사스 인스트루먼트에 속함)에 의해 만들어진 최초의 고속 디지털 비디오 인터페이스이다. 랩톱, 태블릿 컴퓨터, 평판 디스플레이 또는 LCD TV에 있는 그래픽 처리 장치의 출력을 디스플레이 패널의 타이밍 컨트롤러에 연결하기 위한 자유롭고 개방적인 표준이다.
대부분의 랩톱, 태블릿 컴퓨터, 평판 모니터 및 TV는 2010년까지 이 인터페이스를 내부적으로 사용했으며, 이때 업계 선두 주자인 AMD, 델, 인텔, 레노버, LG 및 삼성그룹은 함께 2013년까지 임베디드 디스플레이포트(eDP)를 선호하여 이 인터페이스를 단계적으로 폐지할 것이라고 발표했다.

## FPD-링크 및 LVDS

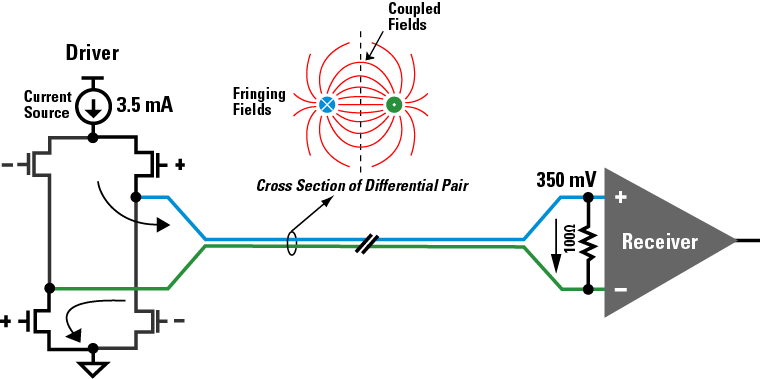
기본 LVDS 회로

FPD-링크는 낮은 전압 차분 신호(LVDS) 표준의 첫 번째 대규모 적용이었다. 내셔널 세미컨덕터는 FPD-링크 기술을 자유롭고 개방적인 표준으로 홍보하기 위해 즉시 상호 운용성 사양을 제공했으며, 따라서 다른 IC 공급업체들도 이를 복사할 수 있었다. TI의 플랫링크는 FPD-링크의 첫 번째 상호 운용 가능한 버전이었다.
20세기 말까지 주요 노트북 컴퓨터 제조업체들은 SPWG(Standard Panels Working Group)를 만들고 FPD-링크/플랫링크를 노트북 힌지를 통해 그래픽과 비디오를 전송하는 표준으로 만들었다.

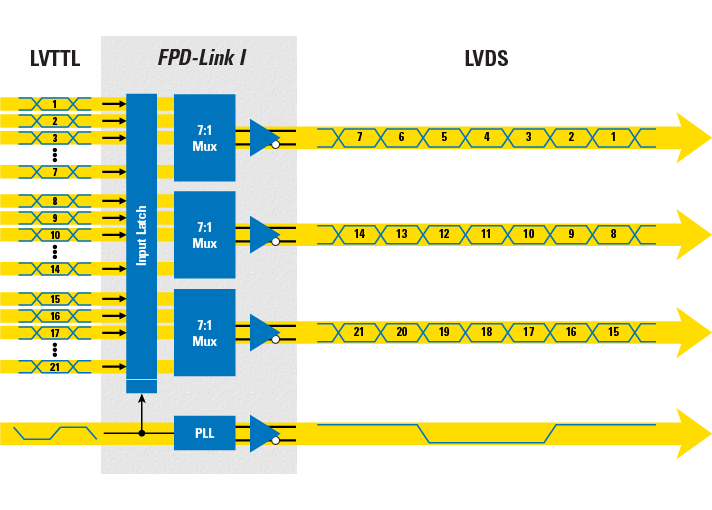
FPD 링크 직렬 변환기

## 자동차 및 기타 애플리케이션
자동차 애플리케이션에서 FPD-링크는 차량 자동 항법 장치, 차량용 엔터테인먼트, 후방 카메라뿐만 아니라 기타 첨단 운전자 보조 시스템에도 일반적으로 사용된다.
자동차 환경은 본질적인 극한 온도와 전기적 과도 현상으로 인해 전자 장비에 가장 가혹한 환경 중 하나로 알려져 있다. 이러한 엄격한 신뢰성 요구 사항을 충족하기 위해 FPD-링크 II 및 III 칩셋은 집적 회로용 AEC-Q100 자동차 신뢰성 표준과 자동차 ESD 애플리케이션용 ISO 10605 표준을 충족하거나 초과한다.
FPD-링크 기반의 또 다른 디스플레이 인터페이스는 OpenLDI이다. 이는 심볼간 간섭의 영향을 줄이기 위해 내장된 DC 밸런스 코딩 덕분에 더 긴 케이블 길이를 가능하게 한다. OpenLDI 버전의 DC 밸런스 코딩에서 7개의 직렬화된 비트 중 하나는 DC 밸런스를 유지하기 위해 클록 주기 동안 전송되는 다른 6개의 비트를 코딩 체계가 반전시켜야 하는지 여부를 나타낸다. 따라서 클록 쌍을 제외한 각 LVDS 쌍은 클록 주기당 6비트를 효과적으로 전송한다. 그러나 OpenLDI는 21세기 초 디지털 비주얼 인터페이스(DVI)와의 비디오 전송 표준 경쟁에서 패배했으며, 그 결과 데스크톱 컴퓨터에서 비디오를 수신하는 데 DVI를 사용하는 독립형 액정 디스플레이 패널이 만들어졌다.

## FPD-링크 II
FPD-링크 II는 2006년에 도입되었으며 FPD-링크의 개선된 버전이다. 내셔널 세미컨덕터는 자동차 인포테인먼트 및 카메라 인터페이스 애플리케이션을 위해 특별히 설계했다. FPD-링크 II는 클록을 데이터 신호에 내장하여 클록과 비디오 데이터를 모두 전송하는 데 하나의 차동 쌍만 사용한다. 이는 인포테인먼트 및 안전 카메라 애플리케이션용 케이블의 크기, 무게 및 비용을 더욱 줄여준다. 예를 들어, 24비트 컬러 애플리케이션은 이제 FPD-링크에서 사용하던 5개의 연선 대신 하나의 연선만 사용한다.
FPD-링크 II에는 추가적인 이점이 있다. 예를 들어, 자동차 제조업체는 케이블 비용이 절감되더라도 케이블 길이가 늘어나는 것을 선호한다. 이는 클록과 데이터 신호 간의 타이밍 스큐를 제거하는 내장 클록 기능 때문이다. 이는 별도의 클록 및 데이터 쌍을 가진 케이블의 제한 요소였는데, 모든 쌍이 클록 및 데이터 쌍 간의 타이밍 스큐를 제어하기 위해 정확히 동일한 길이로 제조되어야 했기 때문이다. 이 길이 일치는 케이블 비용을 증가시켰다.
FPD-링크 II의 또 다른 이점은 신호에 DC 밸런스를 추가하는 데서 온다. 신호가 DC 밸런스되어 있기 때문에 애플리케이션은 AC 결합을 사용할 수 있으며, 이는 데이터 소스와 대상 간의 접지 전류 문제를 제거한다. 이는 민감한 전자 장비를 손상시킬 수 있는 큰 과도 전류의 가능성 때문에 자동차 애플리케이션에서 매우 중요하다.

## FPD-링크 III
FPD-링크 III는 2010년에 도입되었다. FPD-링크 II를 더욱 개선한 FPD-링크 III의 주요 기능은 동일한 차동 쌍에 양방향 통신 채널을 내장하는 것이다. 이 양방향 채널은 클록 및 스트리밍 비디오 데이터 외에도 소스와 대상 간에 제어 신호를 전송한다. 따라서 FPD-링크 III는 I2C 및 CAN 버스와 같은 제어 채널용 케이블을 제거하여 케이블 비용을 더욱 절감한다.
FPD-링크 III의 내장 제어 채널은 초기 구현에서 소스와 대상 간에 I2C 버스 프로토콜을 사용한다(그러나 I2C에만 국한되지는 않는다). I2C 마스터는 FPD-링크 III 칩셋의 다른 쪽에 있는 모든 슬레이브를 읽고 쓸 수 있으며, 이는 I2C 마스터 및 슬레이브 통신에 사실상 투명하다. 예를 들어, 이를 통해 인포테인먼트 헤드 유닛은 디스플레이를 제어하고 구성할 수 있으며, 이미지 처리 유닛은 데이터 전송과 동일한 연선 케이블을 사용하여 카메라를 제어하고 구성할 수 있다.
Digital Content Protection LLC는 2009년에 FPD-링크 III를 소유자가 HDCP 보안을 원하는 콘텐츠를 전송하기 위한 고대역폭 인터페이스로 승인했다. 이 승인을 통해 FPD-링크 III 칩셋은 고도로 기밀인 HDCP 키와 상태 머신을 포함하여 콘텐츠를 암호화할 수 있다. FPD-링크 III 칩셋의 내장 제어 채널은 대상이 안전한지 확인하는 소스와 대상 간의 키 교환 프로토콜을 단순화한다.

## 같이 보기
- 전류 모드 논리 (CML)
- 디스플레이 컨트롤러 – 신호를 생성하는 IC
- 디스플레이 시리얼 인터페이스 (DSI)
- 임베디드 디스플레이포트 – 랩톱 컴퓨터 및 소형 장치를 대상으로 한 업계 내부 인터페이스 표준
- 내부 디스플레이포트 – 모니터 및 TV와 같은 대형 디스플레이를 대상으로 한 업계 내부 인터페이스 표준
- RGB
- V-by-One HS – 경쟁적인 독점 내부 인터페이스 표준